# 仙石東北ライン
座標: 北緯38度22分32.4秒 東経141度3分34.8秒 / 北緯38.375667度 東経141.059667度
仙石東北ライン（せんせきとうほくライン）は、宮城県仙台市と石巻市を東北本線・仙石線経由で結ぶ、東日本旅客鉄道（JR東日本）の運行系統の愛称である。
東日本大震災により被災した仙石線沿線市町の復興支援を目的とする事業として2015年（平成27年）5月30日から運行を開始した。仙台駅 - 松島駅間は東北本線を走行、そこから新設された仙石線・東北本線接続線を経由して仙石線に入る経路を通る。本線の開業により仙台-石巻間の所要時間は約10分短縮された。
ラインカラーの表現は、青緑（■）と水色（■）を併記したものである。

## 概要
運行経路については、以下の各路線を走行する。
- 仙台駅 - 松島駅間：東北本線
- 松島駅 - 高城町駅間：東北本線支線（仙石線・東北本線接続線）
- 高城町駅 - 石巻駅間：仙石線

旅客案内上は、東北本線・仙石線とは別系統の路線と位置付けられている。仙台駅 - 塩釜駅間の駅構内では、上下線ともに東北本線と仙石東北ラインがそれぞれ別路線扱いとして案内がなされている。また、高城町駅 - 石巻駅間の駅構内では、特別快速・快速停車駅（石巻あゆみ野駅を含む）に限り仙石線と仙石東北ラインが別路線扱いとして案内がなされている。
上り始発列車と下り最終列車は石巻線の石巻 - 女川間に乗り入れているが、JR東日本の各種ウェブサイトにおいて石巻以東は仙石東北ラインとして案内されておらず、駅構内の案内も石巻線表記のみである。
2015年（平成27年）、車両と連絡線が公益財団法人日本デザイン振興会のグッドデザイン賞受賞。

## 運転開始の背景
仙石東北ライン運転開始の背景として、次の点が挙げられる。

### 震災後の復興事業
後述する仙石線・東北本線接続線は、国鉄民営化後のJR東日本誕生から間もない1991年（平成3年）から1992年（平成4年）ごろの時点で現路線と同じ経路で計画されていた。しかしながら、東北本線と仙石線の電化方式の違い（東北本線は交流電化、仙石線は直流電化）があることと、国鉄民営化から数年が経過したJR東日本の経営体力と建設費用面での折り合いがつかず、計画を継続して持ち続けていた。東日本大震災発生後、ハイブリッド気動車という新技術が育ったことと、甚大な被害を受けた沿線自治体の震災復興を目的として、沿線自治体からの長年の要望を実現するに至った。

### 速達性の向上
仙石線は宮城電気鉄道により建設された元私鉄路線（戦時買収私鉄）のため、駅間距離の短さ・停車駅の多さにより列車速度が遅い線区である。加えて、多賀城駅から終点の仙台駅方面は各駅に停車する列車の利用者が多いにもかかわらず、その区間は追い越し設備（待避設備）が無いため、首都圏の多くの路線で行われているような緩急接続ができず、快速列車の増発が難しい状況であった（これは仙台駅周辺を走るJR東日本所属の路線すべてに共通する課題である）。
仙台近郊の東北本線も待避設備が無いが、同路線は仙石線に比べ駅間距離が長く、停車駅が少ないことから速達性が高い線区である。この両線を結ぶ接続線を整備することで、沿線自治体からの仙台 - 石巻間の移動を1時間以内に収めたいという要望を実現した。

### 高速バスとの競合対策
ミヤコーバスが現在運行している高速バス路線仙台 - 石巻線は、1998年（平成10年）の運行開始当時には仙台 - 石巻間を1日4往復運行していた程度であったが、徐々に本数を増やしていた。そして、2011年の東日本大震災により仙石線が大津波により甚大な被害を受けたのと対照的に、高速バスについては高速道路の通行規制等の影響により震災後数日間は運休したが、2011年（平成23年）3月19日には臨時便として運行を再開した。その後高速バスは仙石線の全線復旧への見通しが全く立たない中、石巻と仙台を直結する数少ない公共交通機関としての地位を確立した。急増した需要に応えるため、数度におよぶ増便を経て、2015年（平成27年）5月の仙石線復旧まではほぼ震災前の倍の回数で運行していた（高速バスの詳しい歴史は「仙台 - 石巻線」を参照）。
鉄道側も高速バスに対抗するため、東北本線・石巻線経由の「直通快速」を朝夕1往復ずつの計2往復（平日は朝の上り1本、夕方の下り1本の時もあり）が仙台 - 石巻間をノンストップで運行されていたが、石巻線のダイヤや車両運用の制約からこれ以上の増発は困難であり、利用客は100人程度に留まっていた。
そのため、仙台都市圏と石巻圏の主要ルートとしての鉄道の復活をアピールするため、当路線が設けられた。
なお、高速バスについては、仙石線の全線復旧および当路線の運行開始と同時に減便している。

## 仙石線・東北本線接続線
本節では、利府町から松島町までの仙石線と東北本線の並走区間に整備した単線の連絡線について触れる。接続線の設置場所は塩釜 - 松島間で東北本線と仙石線が接近する複数地点の中でもっとも駅に近いこと・それぞれの線路の高低差が揃うこと・駅間が長く列車のスピードが速い東北本線に石巻側からなるべく早く乗り入れ可能な場所という条件から選ばれた。
元々この位置には保線車両の行き来を目的に渡り線が設置されており、接続線とは逆方向の松島 - 松島海岸間を直通できる構造であった。この渡り線は接続線工事の際に撤去されている。
総事業費は約18億円。うち、約4億4000万円を宮城県・仙台市・石巻市等の沿線自治体が、国勢調査での仙台市への通勤通学者の割合に応じて負担している。接続線部分の輸送人員は3,000人/日を見込む。
仙石線は直流電化区間・東北本線は交流電化区間と電化方式が異なること、立地条件の問題から無電区間が設置できないため非電化で整備され、ハイブリッド気動車HB-E210系での運行となっている。
東北本線と仙石線の実際の分岐点は、東北本線側は塩釜 - 松島間、仙石線側は松島海岸 - 高城町間であるが、東北本線側は松島駅構内扱い、仙石線側は高城町駅構内扱いとされている。
運行開始当初は接続線内で無線の切り替えを行うなどの理由により、必ず運転停車をしなければならなかった。2017年（平成29年）から2018年（平成30年）にかけて、接続線内への列車の進入をよりスムーズに行うことができるように改良工事を実施し、2018年8月から接続線内を無停車で通過することができるようになった。

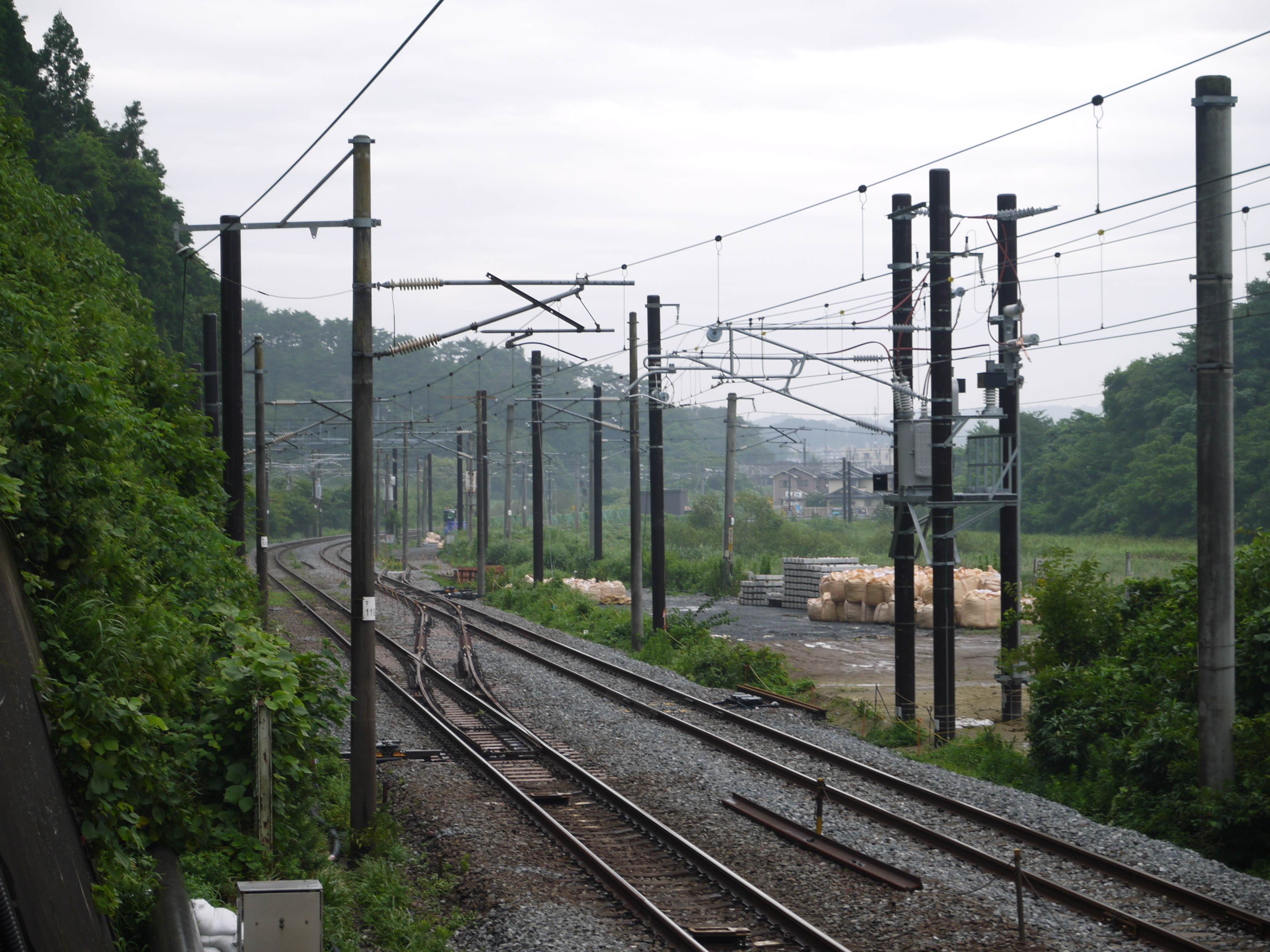
東北本線側の接続線の様子（2014年8月撮影）
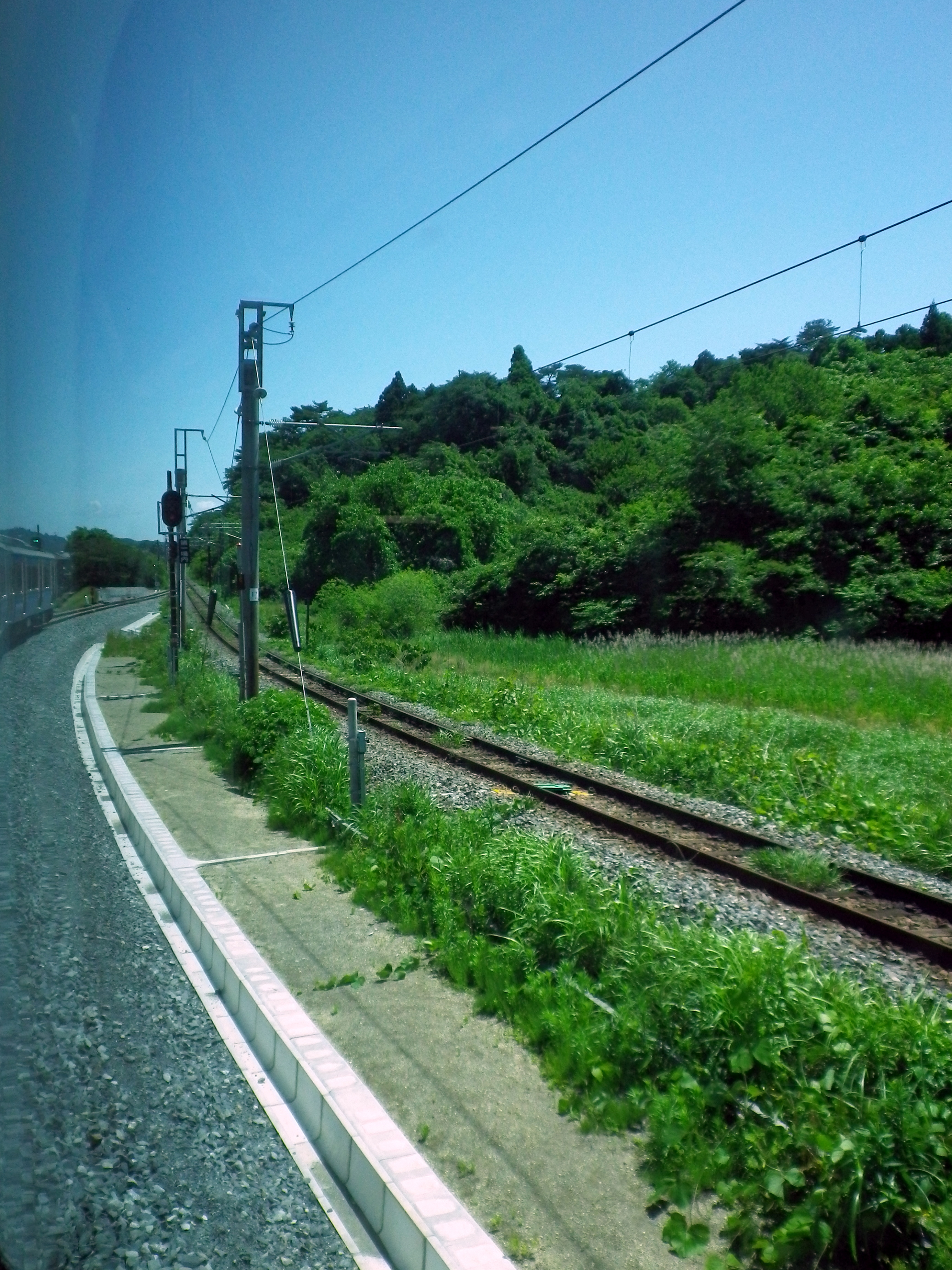
HB-E210系車内より、仙石線・東北本線接続線を通過中の様子。右は仙石線（2015年6月撮影）。

### 路線データ
- 管轄・路線距離（営業キロ）：
  - 東日本旅客鉄道（第一種鉄道事業者）：東北本線松島 - 仙石線高城町間 0.3km[注 3]
- 軌間：1067mm
- 駅数：2（起終点を含む）
- 複線区間：なし（全線単線）
- 電化区間：なし（全線非電化）

上記新設区間の線籍は、東北本線に所属する支線として扱われる。全区間が東北本部の管轄。
| 東北本線・福島方     | voie | voie | sensd    | voie | voie  | bifbd | voie    | voie  | voie  | voie | voie  | voie | voie | voie  | voie  | voie    | sensd | voie | 盛岡方     |
|                      | voie | voie | sensg    | voie | voie  | voie  | bifhg   | bifbd | voie  | voie | voie  | voie | voie | voie  | voie  | voie    | sensg | voie |            |
|                      |      |      |          |      |       |       | butoirg | voie  | bifhg | voie | sens2 | voie | voie | bifbd | voie  | butoird |       |      |            |
| 仙石線・あおば通り方 |      |      | courbebg | voie | sens2 | voie  | voie    | voie  | voie  | voie | voie  | voie | voie | voie  | bifhg | voie    | sens2 | voie | 高城町駅へ |

### 運賃の計算の特例
仙石東北ラインは塩釜駅と高城町駅を直結するルートで運行されているが、運賃計算上は塩釜駅 - 松島駅（全列車通過） - 高城町駅のルートを辿るものとして扱われる。
このため、特定の分岐区間に対する区間外乗車の特例が設定されており、松島以遠（愛宕方面）の各駅と高城町以遠（松島海岸または手樽方面）の各駅との相互間を、仙石東北ラインにて高城町 - 塩釜間を利用し東北本線松島駅方面の列車に乗車、あるいはその逆区間を利用する場合、塩釜 - 松島間の往復キロ程を算入せずに運賃を算出することになる。ただし塩釜駅での途中下車はできない。

## 運行形態
全列車が特別快速または快速として運転され、普通列車は存在しない。おおむね1時間1本の運転であるが、石巻7・12時台発の上り列車、仙台11時台発の下り列車は設定されていない。
仙台9時台発・石巻20時台発の上下1往復は「特別快速（■）」として運転され、仙台 - 石巻間の途中停車駅は塩釜駅・高城町駅・矢本駅のみ。全区間の所要時間は上下列車ともに49分である。
仙台7・8時台および16時以降発、女川6時台および石巻15時台 - 19時台発の列車は、種別表示色が赤（■）の快速（以下、「■赤快速」という。）として運転され、仙台 - 塩釜間は途中、特別快速と同じく塩釜駅のみに停車するが、高城町 - 石巻間は野蒜駅・陸前小野駅・矢本駅・陸前赤井駅・蛇田駅・陸前山下駅に停車する。また、一部の列車は石巻あゆみ野駅にも停車する。
仙台6時台および10時台 - 15時台発、石巻8時台 - 14時台発の列車は、種別表示色が緑（■）の快速（以下「■緑快速」という。）として運転され、高城町 - 石巻間は■赤快速と同じ停車駅であるが、仙台 - 塩釜間は各駅に停車する。
2016年8月6日から石巻6時台発および仙台20時台発の■赤快速は、石巻線に直通して女川発着で運転している。石巻線内は各駅に停車する。
2015年8月1日に開催された石巻川開き祭りに合わせて石巻21時台発の■緑快速が、2016年8月1日に開催された当祭りでは当時定期列車では通過していた東矢本駅・石巻あゆみ野駅に停車する石巻21時台発の■緑快速が臨時列車として運行された。

## 車両

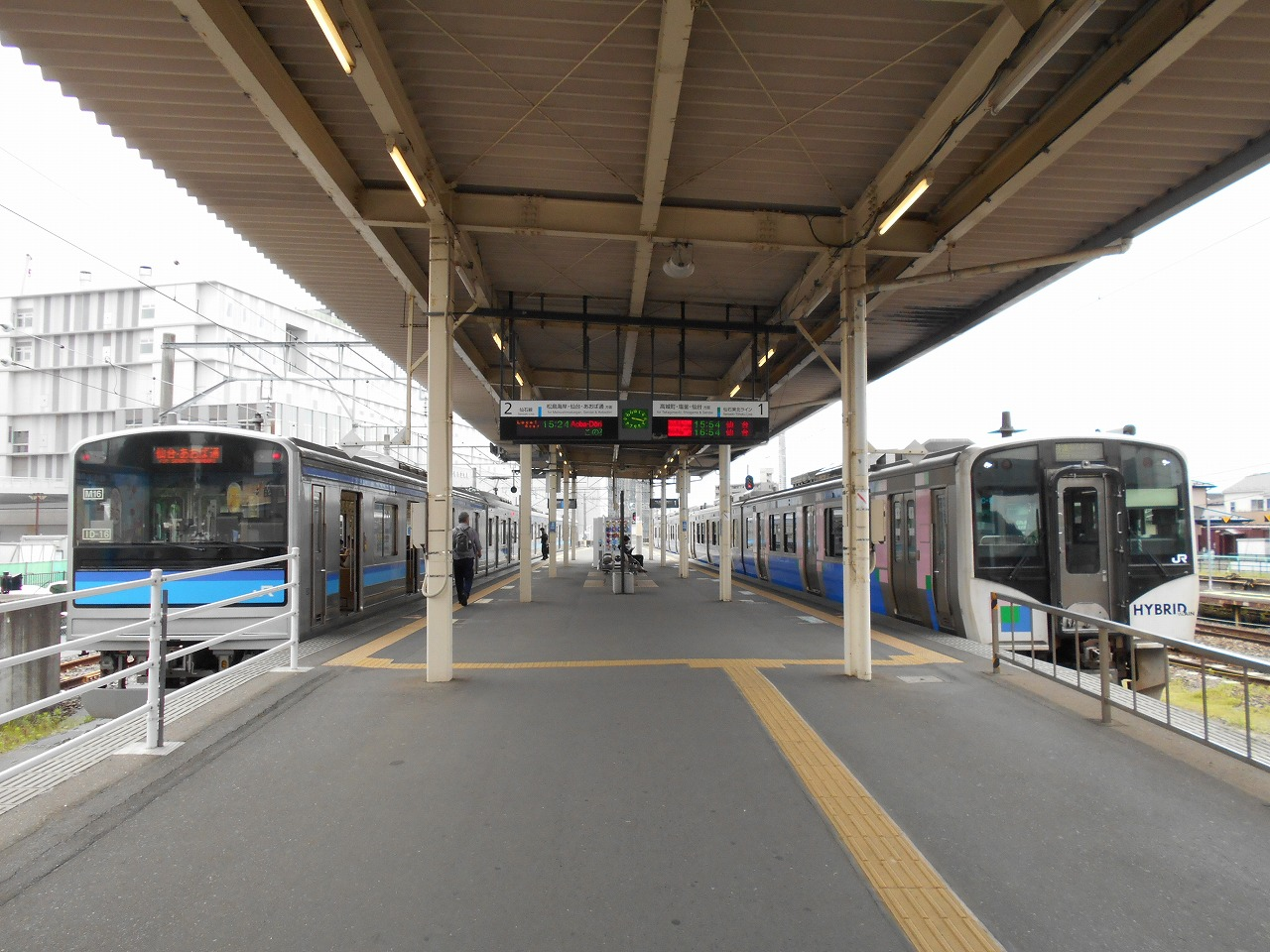
仙石線205系と仙石東北ラインHB-E210系
（石巻駅）

- JR東日本HB-E210系気動車
日和山公園（石巻市）や矢本海浜緑地（東松島市）、シオガマザクラ（塩竈市）等、沿線の桜の名所をイメージした桜色と、仙石線のラインカラーである青色を中心に据え、JR東日本のコーポレートカラーである緑色を加えた車両デザインが施されている[20][21]。仙石線と同様に、全列車1列車4両編成で運行する[22]が、仙台12時台発と石巻13時台発の■緑快速のみ2019年3月15日まで2両編成で運行していた[23]（多客期には4両編成で運行していた）。

## 沿革
- 2012年（平成24年）10月18日 - 東日本旅客鉄道が、東日本大震災により被災した仙石線沿線自治体の復興支援を目的に接続線整備計画を発表[24]。
- 2013年（平成25年）
  - 3月25日 - 国土交通省が、接続線鉄道事業を許可[9][25]。
  - 7月02日 - 接続線用の新型車両（HB-E210系）製造計画を発表[12]。
- 2014年（平成26年）7月30日 - 路線の愛称が「仙石東北ライン」に決定[26]。
- 2015年（平成27年）
  - 1月29日 - 東日本旅客鉄道、開業日を発表[27]。
  - 2月26日 - 東日本旅客鉄道、接続線内を走る列車の停車駅や運行本数等を発表[28]。
  - 3月14日 - 開業に先駆けたダイヤ改正に合わせ、一部乗車券を除いて新たな運賃計算ルートの適用開始[注 4][29]。
  - 5月08日 - 接続線内にて、列車の試運転を開始[30]。
  - 5月30日 - 仙石線全線復旧に合わせ、開業。
  - 9月30日 - グッドデザイン賞を受賞[5]。
- 2016年（平成28年）
  - 08月06日 - 1往復を石巻線女川駅へ直通運転開始[3][17][4]。
  - 12月10日 - 石巻線女川駅へ直通運転する列車のうち、仙台20時台発下りの発車時刻を繰り下げ、到達時間を23分短縮[31]。
- 2017年（平成29年）3月4日 - 石巻あゆみ野駅へ朝の上下各1本が停車開始[32]。
- 2018年（平成30年）
  - 3月17日 - 石巻あゆみ野駅へ夕方の上下各1本が停車開始[33]。
  - 8月 - 接続線内での無線切り替えによる一時停止を解消[14]。
- 2019年（平成31年）3月16日
  - 信号機器の更新に伴い、所要時間を短縮。最速達列車は、仙台 - 石巻間の所要時間が52分から49分に短縮される[34]。
  - 全列車4両編成化[34]。

## 駅一覧
仙台 - 塩釜 - 高城町 - 石巻 - 女川間について記述。仙石線区間は仙石東北ラインが停車する駅のみ記載。
- 仙：特定都区市内制度における「仙台市内」エリアの駅
- 停車駅 … ●：停車駅、■：一部の列車のみ乗り入れ、◆・▲：一部の列車のみ停車（▲：上りのみ）、｜：通過駅、∥：ホームを経由しない）
- 線路 … ∥：複線区間、∨：これより下は単線、◇・｜：単線区間（◇は列車交換可能駅）
  - 高城町 - 野蒜間は、陸前大塚駅で列車交換が可能（仙石東北ラインの列車は通過または運転停車のみであり、客扱いは行わない）。
- 全駅宮城県内に所在

| 正式路線名     | 駅名         | 営業キロ | 営業キロ | 快速 | 快速 | 特別快速                              | 接続路線・備考 | 線路          | 所在地        | 所在地        |
| 正式路線名     | 駅名         | 駅間     | 累計     | 緑   | 赤   | 特別快速                              | 接続路線・備考 | 線路          | 所在地        | 所在地        |
| -------------- | ------------ | -------- | -------- | ---- | ---- | ------------------------------------- | --- | ------------- | ------------- | ------------- |
| ■東北本線      | 仙台駅 仙    | -        | 0.0      | ●    | ●    | ●                                     | 東日本旅客鉄道： 東北新幹線・秋田新幹線・北海道新幹線・■東北本線（名取方面）・■常磐線・■仙山線・■仙石線・■仙台空港アクセス線 仙台市地下鉄：■南北線 (N10)・■東西線 (T07) | ∥             | 仙台市        | 青葉区        |
| ■東北本線      | 東仙台駅 仙  | 4.0      | 4.0      | ●    | ｜   | ｜                                    | 東日本旅客鉄道：東北本線貨物支線（宮城野貨物線） | ∥             | 仙台市        | 宮城野区      |
| ■東北本線      | 東仙台信号場 | -        | 5.7      | ｜   | ｜   | ｜                                    | | ∥             | 仙台市        | 宮城野区      |
| ■東北本線      | 岩切駅 仙    | 4.1      | 8.1      | ●    | ｜   | ｜                                    | 東日本旅客鉄道：東北本線支線（利府線） | ∥             | 仙台市        | 宮城野区      |
| ■東北本線      | 陸前山王駅   | 2.3      | 10.4     | ●    | ｜   | ｜                                    | 仙台臨海鉄道：臨海本線（貨物線） | ∥             | 多賀城市      | 多賀城市      |
| ■東北本線      | 国府多賀城駅 | 1.3      | 11.7     | ●    | ｜   | ｜                                    | | ∥             | 多賀城市      | 多賀城市      |
| ■東北本線      | 塩釜駅       | 1.7      | 13.4     | ●    | ●    | ●                                     | 東日本旅客鉄道：■東北本線（小牛田方面） | ∥             | 塩竈市        | 塩竈市        |
| ■東北本線      | 松島駅       | 10.0     | 23.4     | ∥    | ∥    | ∥                                     | | ∨             | 宮城郡 松島町 | 宮城郡 松島町 |
| ■東北本線      | 高城町駅     | 0.3      | 23.7     | ●    | ●    | ●                                     | 東日本旅客鉄道：■仙石線（松島海岸方面） | ◇             | 宮城郡 松島町 | 宮城郡 松島町 |
| ■仙石線        | 高城町駅     | 0.3      | 23.7     | ●    | ●    | ●                                     | 東日本旅客鉄道：■仙石線（松島海岸方面） | ◇             | 宮城郡 松島町 | 宮城郡 松島町 |
| 野蒜駅         | 7.9          | 31.6     | ●        | ●    | ｜   |                                       | ◇ | 東松島市      | 東松島市      |               |
| 陸前小野駅     | 2.6          | 34.2     | ●        | ●    | ｜   |                                       | ◇ | 東松島市      | 東松島市      |               |
| 矢本駅         | 4.2          | 38.4     | ●        | ●    | ●    |                                       | ◇ | 東松島市      | 東松島市      |               |
| 陸前赤井駅     | 2.9          | 41.3     | ●        | ●    | ｜   |                                       | ◇ | 東松島市      | 東松島市      |               |
| 石巻あゆみ野駅 | 2.1          | 43.4     | ▲        | ◆    | ｜   |                                       | ｜ | 石巻市        | 石巻市        |               |
| 蛇田駅         | 1.4          | 44.8     | ●        | ●    | ｜   |                                       | ｜ | 石巻市        | 石巻市        |               |
| 陸前山下駅     | 1.0          | 45.8     | ●        | ●    | ｜   | 日本貨物鉄道：仙石線貨物支線          | ◇ | 石巻市        | 石巻市        |               |
| 石巻駅         | 1.4          | 47.2     | ●        | ●    | ●    | 東日本旅客鉄道：■石巻線（小牛田方面） | ◇ | 石巻市        | 石巻市        |               |
| 石巻駅         | 1.4          | 47.2     | ●        | ●    | ●    | 東日本旅客鉄道：■石巻線（小牛田方面） | ◇ | 石巻市        | 石巻市        | ■石巻線       |
| 陸前稲井駅     | 3.0          | 50.2     |          | ■    |      |                                       | ｜ | 石巻市        | 石巻市        |               |
| 渡波駅         | 5.0          | 55.2     |          | ■    |      |                                       | ◇ | 石巻市        | 石巻市        |               |
| 万石浦駅       | 1.1          | 56.3     |          | ■    |      |                                       | ｜ | 石巻市        | 石巻市        |               |
| 沢田駅         | 1.3          | 57.6     |          | ■    |      |                                       | ｜ | 石巻市        | 石巻市        |               |
| 浦宿駅         | 4.1          | 61.7     |          | ■    |      |                                       | ｜ | 牡鹿郡 女川町 | 牡鹿郡 女川町 |               |
| 女川駅         | 2.3          | 64.0     |          | ■    |      |                                       | ｜ | 牡鹿郡 女川町 | 牡鹿郡 女川町 |               |

1. ↑  常磐線の正式な終点は東北本線岩沼駅だが、運転系統上は仙台駅へ乗り入れる。
2. ↑  東北本線と仙石線・東北本線接続線の実際の分岐駅。
3. ↑  東北本線と仙石線・東北本線の運賃計算上の分岐点。実際には仙石線・東北本線接続線にはホームが設置されていないため全列車通過。

## 整備効果

### 所要時間の短縮と停車駅
| 列車種別       | 列車種別 | 仙石東北ライン | 仙石東北ライン | 仙石東北ライン | 仙石東北ライン | 仙石東北ライン | 仙石東北ライン | 仙石東北ライン           | 仙石東北ライン           | 仙石東北ライン           | 仙石東北ライン           | 仙石東北ライン           | 仙石東北ライン           | 仙石東北ライン           | 仙石東北ライン           | 仙石東北ライン           | 仙石東北ライン           | 仙石東北ライン           | 仙石東北ライン           | 仙石東北ライン           | 仙石東北ライン | 所要時間 （最速達） | 備考                         |
| 列車種別       | 列車種別 | 東北本線       | 東北本線       | 東北本線       | 東北本線       | 東北本線       | 東北本線       | 仙石線                   | 仙石線                   | 仙石線                   | 仙石線                   | 仙石線                   | 仙石線                   | 仙石線                   | 仙石線                   | 仙石線                   | 仙石線                   | 仙石線                   | 仙石線                   | 仙石線                   | 仙石線         | 所要時間 （最速達） | 備考                         |
| -------------- | -------- | -------------- | -------------- | -------------- | -------------- | -------------- | -------------- | ------------------------ | ------------------------ | ------------------------ | ------------------------ | ------------------------ | ------------------------ | ------------------------ | ------------------------ | ------------------------ | ------------------------ | ------------------------ | ------------------------ | ------------------------ | -------------- | ------------------- | ---------------------------- |
| 列車種別       | 列車種別 | 仙台駅         | 東仙台駅       | 岩切駅         | 陸前山王駅     | 国府多賀城駅   | 塩釜駅         | 高城町駅                 | 手樽駅                   | 陸前富山駅               | 陸前大塚駅               | 東名駅                   | 野蒜駅                   | 陸前小野駅               | 鹿妻駅                   | 矢本駅                   | 東矢本駅                 | 陸前赤井駅               | 蛇田駅                   | 陸前山下駅               | 石巻駅         | 所要時間 （最速達） | 備考                         |
| 仙石東北ライン | 特別快速 | ●              | -              | -              | -              | -              | ●              | ●                        | -                        | -                        | -                        | -                        | -                        | -                        | -                        | ●                        | -                        | -                        | -                        | -                        | ●              | 52分                | 2015年5月30日開業            |
| 仙石東北ライン | 快速     | ●              | ▲              | ▲              | ▲              | ▲              | ●              | ●                        | -                        | -                        | -                        | -                        | ●                        | ●                        | -                        | ●                        | -                        | ●                        | ●                        | ●                        | ●              | 58分                | 2015年5月30日開業            |
| 仙石線         | 各駅停車 | ○              | （仙石線経由） | （仙石線経由） | （仙石線経由） | （仙石線経由） | （仙石線経由） | ●                        | ●                        | ●                        | ●                        | ●                        | ●                        | ●                        | ●                        | ●                        | ●                        | ●                        | ●                        | ●                        | ●              | 79分                | 2015年5月30日以後            |
| 仙石線         | A快速    | ○              | （仙石線経由） | （仙石線経由） | （仙石線経由） | （仙石線経由） | （仙石線経由） | ●                        | -                        | -                        | -                        | -                        | ●                        | ●                        | -                        | ●                        | ●                        | ●                        | ●                        | ●                        | ●              | 63分                | 東日本大震災前の停車駅       |
| 直通快速       | 直通快速 | ●              | -              | -              | -              | -              | -              | （東北本線・石巻線経由） | （東北本線・石巻線経由） | （東北本線・石巻線経由） | （東北本線・石巻線経由） | （東北本線・石巻線経由） | （東北本線・石巻線経由） | （東北本線・石巻線経由） | （東北本線・石巻線経由） | （東北本線・石巻線経由） | （東北本線・石巻線経由） | （東北本線・石巻線経由） | （東北本線・石巻線経由） | （東北本線・石巻線経由） | ■              | 64分                | 仙石線区間運休に伴う特別措置 |

- ○:仙石線ホームに発着、▲ : 一部停車、■：石巻線ホームに発着

ここでは、2015年（平成27年）5月30日時点における仙石東北ライン快速列車について、震災前の仙石線快速列車および震災時に運行されていた直通快速と比較した点を述べる。なお、2019年（平成31年）3月16日の時点と比較した、開業時の仙石東北ラインの大きな相違点は以下の3点である。
- 石巻あゆみ野駅が未開業
- 石巻線への乗り入れ設定なし
- 信号機器の更新に伴う、所要時間短縮を実施していない

仙台 - 石巻間の速達列車を接続線経由で走らせることにより、10分程度の平均所要時間の短縮となる。また、接続線開業に伴って、仙石線の快速列車はすべて仙石東北ライン（接続線経由）による運転となり、あおば通駅を発着する列車は各駅停車のみとなる。
2022年4月現在では、仙台 - 石巻間の特別快速は所要49分で運転している。ちなみに、かつて休日ダイヤで運転されていた仙石線経由仙台 - 石巻間のノンストップ特別快速は同区間を43分で運転していたことがあり(1988年3月改正時)、現行の仙石東北ライン経由の列車はこれよりは遅い。

### 営業キロの短縮
当接続線事業により、仙台駅と仙石線・高城町駅以東の区間の営業キロが変更。これにより、運賃が値下げされた区間が発生した。なお、仙台 - 高城町間の営業キロは、仙台 - 松島（東北本線）間の23.4kmに接続線0.3kmを加えた23.7kmとなり、仙石線の当該営業キロである25.0kmから1.3kmの短縮となる。
例として、仙台 - 矢本間では、接続線事業に伴う営業キロの短縮 (1.3km) と仙石線の内陸移設に伴う営業キロの短縮 (1.2km) によって、760円（IC運賃は756円）から670円（同 669円）に、あおば通 - 石巻間では、同様に970円（同 972円）から840円（同 842円）にそれぞれ値下げとなった。

## その他
- 宮城県や石巻市、女川町は、仙石東北ラインの石巻線乗り入れ・女川駅までの延伸を要望[38][39]。実現に向けて、宮城県は協力する姿勢を示していた[13]。2016年2月5日、同年夏ごろから一部列車を女川まで延長運転することが発表された[40]。同年8月6日に1往復のみ女川駅への直通運転が開始した[3][17][4]。なお、JR東日本では今後の利用状況によっては本数の増加も検討するという[41]。
- 宮城県東松島市が仙石東北ラインの東矢本駅への停車を要望している[42]。